# 江南挺进支队
江南挺进支队，全称新四军江南挺进支队，是1943年至1945年期间由新四军第五师第三军分区组建的部队，主要活动于湖南华容与湖北石首的边境地区。

## 经过
为策应抗日战争正面战场作战，新四军第五师第三军分区于1943年9月1日在湖北潜江县熊口组建江南挺进支队。支队由40多人组成，配手枪3支，步枪38支，轻机枪1挺。支队长杨震东、政委张泽生率领部队在第四十五团配合下，于9月18日进抵石首江北地区。12月1日，部队抵达华容桃花山。随后活跃于湖南华容与湖北石首的边境地区。部队进入后，中共石（首）、公（安）、华（容）县委的领导下，开辟石公华抗日根据地。
1943年11月，中共石公华县委书记、支队政治委员张泽生首先率领支队的一个连跃马江南，进军公安，解决涂郭巷的日伪军据点，控制长江南五洲渡口，之后县委委员、支队长杨震东率一个连抵达西大垸、崇湖、荷花嘴一带，伺机攻打麻豪口日伪政府。之后该部队收编了方以成、唐云涛等部游击部队，并争取到华容自卫大队胡道高部、保安大队张震华部等部队起义。1944年1月23日，支队长杨震东率部突袭华容墨山铺日军据点，并缴获步枪20多支。同年5月，在石首焦山河街口偷袭日军碉堡。9月，日军30人的铁驳在寡妇夹上岸抢劫百姓财物，遭到挺进支队围攻，日军该部被全歼。1944年7月24日，日军300余人从岳阳进攻桃花山，被新任支队长郑怀远伏击，日军被杀50余人。8月15日，石首日军突袭，支队再次伏击并剿杀50余人。同年8月，支队在新沙洲伏杀日伪军100余人。1945年4月，支队在柿树岭伏击正在抢粮的日军，日伪军40余人伤亡，80人被俘。1945年，随着国共谈判推进，江南挺进支队奉命北撤，离开石首。